# Canton de Montélimar-2
Le canton de Montélimar-2 est une circonscription électorale française située dans la Drôme, dans l'arrondissement de Nyons.

## Histoire
Le canton de Montélimar-2 a été créé en 1973, par division du canton de Montélimar.
Un nouveau découpage territorial de la Drôme (département) entre en vigueur à l'occasion des élections départementales de mars 2015, défini par le décret du 20 février 2014, en application des lois du 17 mai 2013 (loi organique 2013-402 et loi 2013-403). Les conseillers départementaux sont, à compter de ces élections, élus au scrutin majoritaire binominal mixte. Les électeurs de chaque canton élisent au Conseil départemental, nouvelle appellation du Conseil général, deux membres de sexe différent, qui se présentent en binôme de candidats. Les conseillers départementaux sont élus pour 6 ans au scrutin binominal majoritaire à deux tours, l'accès au second tour nécessitant 12,5 % des inscrits au 1er tour. En outre la totalité des conseillers départementaux est renouvelée. Ce nouveau mode de scrutin nécessite un redécoupage des cantons dont le nombre est divisé par deux avec arrondi à l'unité impaire supérieure si ce nombre n'est pas entier impair, assorti de conditions de seuils minimaux. Dans la Drôme, le nombre de cantons passe ainsi de 36 à 19. Le nombre de communes du canton de Montélimar-2 passe de 9 à 4.
Le nouveau canton de Montélimar-2 est formé de communes des anciens cantons de Montélimar-2 (4 communes + fraction Montélimar). Le canton est entièrement inclus dans l'arrondissement de Nyons. Le bureau centralisateur est situé à Montélimar.

## Représentation

### Représentation de 1973 à 2015
| Période      | Période          | Identité                    | Étiquette   | Qualité |
| ------------ | ---------------- | --------------------------- | ----------- | --- |
| 1973         | 1985             | Maurice Pic (1913-1991)     | PS          | Professeur Sénateur (1948-1959 et 1971-1989) - Député (1959-1989) Secrétaire d'État (1956-1958) Maire de Montélimar (1959-1989) Président du Conseil Général (1955-1985) Ancien conseiller général du canton de Montélimar (1945-1973) |
| 1985         | 1993 (démission) | Thierry Cornillet (1951-)   | UDF-Radical | Avocat - Administrateur territorial Maire de Montélimar de 1989 à 1999 Député (1993-1997) |
| 13 juin 1993 | 1998             | Alain Fort (1946-)          | PS          | Avocat, conseiller municipal de Montélimar Député (1988-1993) |
| 1998         | 2004             | Jean-René Latarche (1935-)  | PS          | Gérant de société Maire de Montboucher-sur-Jabron |
| 2004         | 2015             | Anne-Marie Rème-Pic (1954-) | PS          | Fonctionnaire Conseillère municipale de Montélimar (2001-2014) Vice-Présidente du Conseil Général |

### Représentation depuis 2015
| Période élective | Période élective | Mandat | Mandat   | Identité                        | Nuance | Nuance | Qualité |
| ---------------- | ---------------- | ------ | -------- | ------------------------------- | ------ | ------ | --- |
| 2015             | 2021             | 2015   | 2021     | Patricia Brunel-Maillet (1969-) |        | UDI    | Adjointe au maire de Montélimar jusqu'en 2020 6ème vice-présidente chargée de l’environnement et de la santé                            |
| 2015             | 2021             | 2015   | 2021     | Laurent Lanfray (1980-)         |        | MR     | Assistant parlementaire de Franck Reynier 3ème Vice-président chargé de l'économie, du tourisme et de l'emploi, chargé du suivi du SDIS |
| 2021             | 2028             | 2021   | en cours | Marielle Figuet (1968-)         |        | DVD    | Maire de Châteauneuf-du-Rhône |
| 2021             | 2028             | 2021   | en cours | Éric Phélippeau (1981-)         |        | DVD    | Chef d'entreprise, adjoint au maire de Montélimar, 5ème Vice-Président                                                                  |

### Résultats détaillés

#### Élections de mars 2015
À l'issue du 1er tour des élections départementales de 2015, trois binômes sont en ballottage : Chantal Martin et Raphaël Rosello (FN, 32,16 %), Patricia Brunel-Maillet et Laurent Lanfray (Union de la Droite, 31,56 %) et Yves Courbis et Anne-Marie Reme-Pic (PS, 28,39 %). Le taux de participation est de 50,24 % (9 102 votants sur 18 118 inscrits) contre 53,14 % au niveau départementalet 50,17 % au niveau national.
Au second tour, Patricia Brunel-Maillet et Laurent Lanfray (Union de la Droite) sont élus avec 36,36 % des suffrages exprimés et un taux de participation de 54,94 % (3 500 voix pour 9 954 votants et 18 119 inscrits).

#### Élections de juin 2021
Le premier tour des élections départementales de 2021 est marqué par un très faible taux de participation (33,26 % au niveau national). Dans le canton de Montélimar-2, ce taux de participation est de 32,62 % (6 242 votants sur 19 136 inscrits) contre 34,1 % au niveau départemental. À l'issue de ce premier tour, deux binômes sont en ballottage : Marielle Figuet et Éric Phélippeau (DVD, 37,32 %) et Vincent Mazoyer et Élisa Torlet (Union à gauche avec des écologistes, 21,83 %).
Le second tour des élections est marqué une nouvelle fois par une abstention massive équivalente au premier tour. Les taux de participation sont de 34,3 % au niveau national, 34,41 % dans le département et 31,56 % dans le canton de Montélimar-2. Marielle Figuet et Éric Phélippeau (DVD) sont élus avec 68,19 % des suffrages exprimés (3 801 voix pour 6 040 votants et 19 138 inscrits),,. 

## Composition

### Composition avant 2015

Localisation du canton de Montélimar-2 (avant redécoupage) dans le département de la Drôme.

Lors de sa création en 1973, le canton comprenait :
- les neuf communes suivantes : Allan, Châteauneuf-du-Rhône, Espeluche, Malataverne, Montboucher-sur-Jabron, Portes-en-Valdaine, Puygiron, Rochefort-en-Valdaine et La Touche ;
- la portion du territoire de la ville de Montélimar située au sud de la rivière le Roubion.

### Composition depuis 2015
| Nom                                | Code Insee | Intercommunalité            | Superficie (km2) | Population (dernière pop. légale)                | Densité (hab./km2) | Modifier                                    |
| ---------------------------------- | ---------- | --------------------------- | ---------------- | ------------------------------------------------ | ------------------ | ------------------------------------------- |
| Montélimar (bureau centralisateur) | 26198      | CA Montélimar-Agglomération | 46,81            | Fraction : 19 266 (2022) Commune : 40 356 (2022) | 862                | modifier les données · modifier les données |
| Allan                              | 26005      | CA Montélimar-Agglomération | 28,81            | 1 927 (2022)                                     | 67                 | modifier les données · modifier les données |
| Châteauneuf-du-Rhône               | 26085      | CA Montélimar-Agglomération | 27,27            | 2 807 (2022)                                     | 103                | modifier les données · modifier les données |
| Espeluche                          | 26121      | CA Montélimar-Agglomération | 11,33            | 1 137 (2022)                                     | 100                | modifier les données · modifier les données |
| Montboucher-sur-Jabron             | 26191      | CA Montélimar-Agglomération | 9,80             | 2 559 (2022)                                     | 261                | modifier les données · modifier les données |
| Canton de Montélimar-2             | 2609       |                             |                  | 27 696 (2022)                                    |                    | modifier les données                        |

Le nouveau canton de Montélimar-2 comprend :
1. quatre communes entières,
2. la partie de la commune de Montélimar située au sud du Roubion.

## Démographie

### Démographie avant 2015
| 1975 | 1982 | 1990   | 1999   | 2006   | 2011   | 2012   |
| ---- | ---- | ------ | ------ | ------ | ------ | ------ |
| -    | -    | 20 555 | 22 087 | 25 195 | 25 971 | 26 339 |

### Démographie depuis 2015
En 2022, le canton comptait 27 696 habitants, en évolution de +8,76 % par rapport à 2016 (Drôme : +2,64 %, France hors Mayotte : +2,11 %).
| 2013   | 2018   | 2022   |
| ------ | ------ | ------ |
| 23 874 | 25 966 | 27 696 |